# Eriococcus tokaedae
Eriococcus tokaedae är en insektsart som beskrevs av Kuwana 1932. Eriococcus tokaedae ingår i släktet Eriococcus och familjen filtsköldlöss. Inga underarter finns listade i Catalogue of Life.